# 安全科学
安全科学是针对自然环境、社会、科技与生产和公共卫生等领域内的各种灾害风险，研究风险起因事件的孕育、发生、发展、后果及其对社会的影响、政府监管、社会响应、应急救援等规律的科学。
安全科学几乎涉及人类社会的各个方面，因此，中国矿业大学罗新荣教授曾提到：“科技是第一生产力，失去安全的科技就是破坏力；管理是最高生产力，没有安全的管理就是摧毁力；安全是永恒的主题，安全就是保障力。”

## 基础理论
- 灾害物理学
- 灾害化学
- 灾害学
- 灾害毒理学

## 研究领域
- 火灾安全科学与工程
- 安全系统学
- 安全心理学
- 安全仿真学
- 安全人机学
- 安全法学
- 安全经济学
- 安全管理学
- 安全教育学
- 安全工程
- 职业卫生工程
- 安全管理工程

## 参看
- 灾难应对
- 灾难